# Galantines

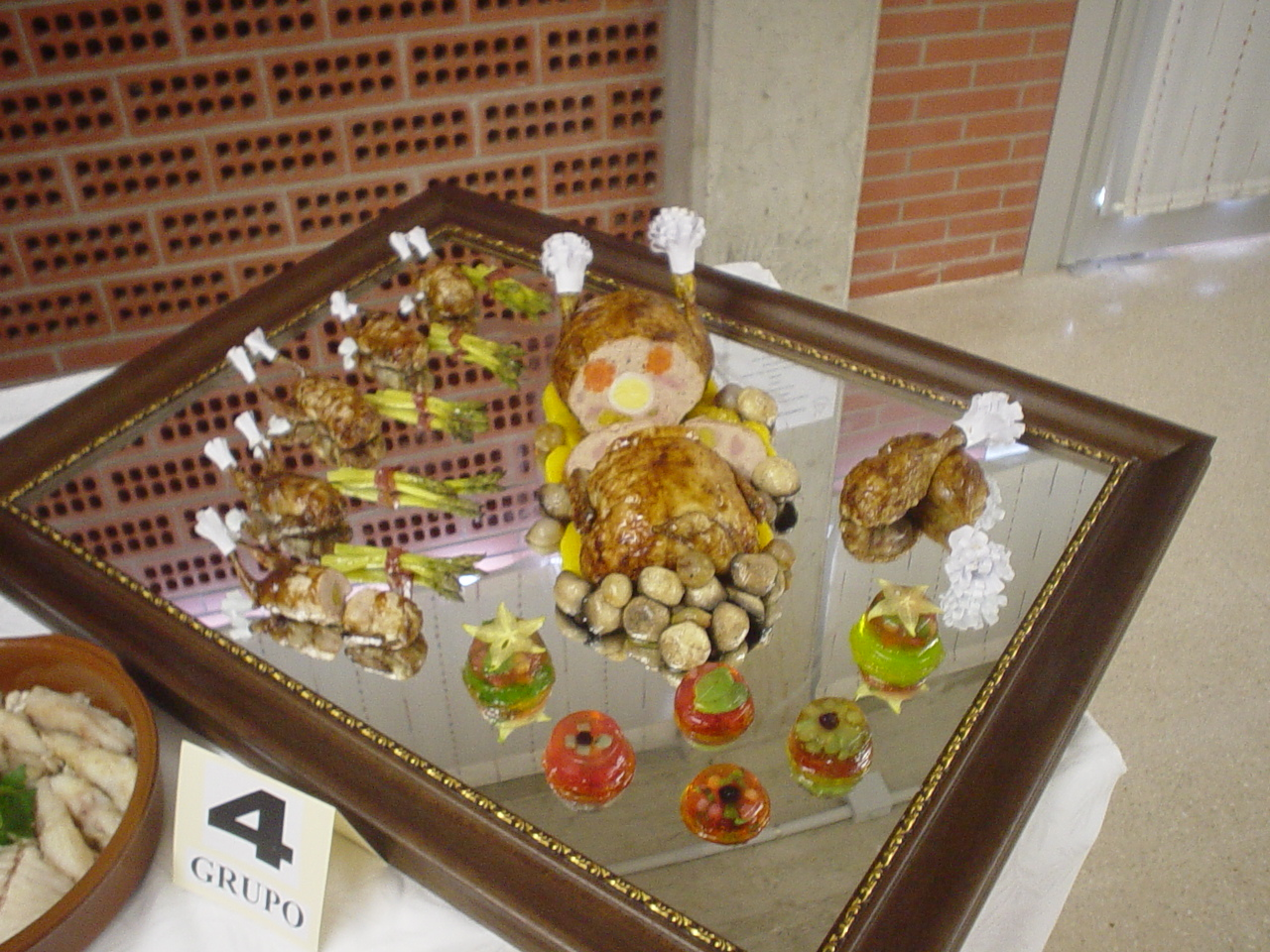
Galantine

Galantines är en fransk maträtt i form av cylinderformade rulader gjorda av urbenad fågel eller kött med fyllning av till exempel nötter, skinka, oliver, och ibland även tryffel. Galantine serveras skivad och kall. En liknande rätt är ballotines som har form av en kudde och som serveras varm i en god sås.